# Stefan de Oedt
Stefan Franciszek de Oedt  (zm. 1660) – pułkownik rajtarii wojsk koronnych, baron.

## Życiorys
Pochodził z austriackiego rodu baronów de Oedt, osiadłego na Morawach. W młodości był dworzaninem króla Jana Kazimierza. Służbę w armii koronnej podjął przed 1648, wzmiankowany jako oficer nieznanego regimentu. W latach 1655–1656 był żołnierzem nadwornej gwardii królewskiej. We wrześniu 1655 nadzorował z polecenia Jana Kazimierza prace fortyfikacyjne Krakowa, które prowadził inżynier Izydor Affaita. W 1656 został mianowany pułkownikiem i dowódcą komputowego regimentu rajtarskiego hetmana polnego Jerzego Lubomirskiego (400 koni). Jednostkę tę utworzono z jeńców szwedzkich. Brał udział w odwetowej, łupieskiej wyprawie Lubomirskiego do Siedmiogrodu (1657), następnie walczył z wojskami Rakoczego, na Podolu, bił się w bitwie pod Czarnym Ostrowem. W 1658 zwiększono stan liczebny jego regimentu do 891 porcji, w roku tym brał udział w oblężeniu Torunia. Zimę spędził z regimentem na leżach w Małopolsce. W 1659–1660 odbył kampanię przeciw Szwedom w Prusach Królewskich. Jesienią 1660 wziął udział w wyprawie Lubomirskiego na Ukrainę przeciw połączonym siłom rosyjsko-kozackim. Poległ 7 października 1660 w bitwie pod Słobodyszczami podczas szturmu na obóz kozacki. W walce wręcz postrzelił z pistoletu pułkownika Michała Zielnieckiego, osaczony, zginął mimo heroicznej obrony i pomocy jego podkomendnego i przyjaciela rotmistrza Mautnera, który również został wówczas zabity przez kozacką piechotę.